# Riberas del Río Riaza
Riberas del Río Riaza este o arie protejată (arie specială de conservare — SAC, sit de importanță comunitară — SCI) din Spania întinsă pe o suprafață de 94,27 ha, integral pe uscat.

## Localizare
Centrul sitului Riberas del Río Riaza este situat la coordonatele 41°40′20″N 3°52′46″W / 41.6723°N 3.8794°V.

## Înființare
Situl Riberas del Río Riaza a fost declarat sit de importanță comunitară în august 2000 pentru a proteja 5 specii de animale. Situl a fost protejat și ca arie specială de conservare în septembrie 2015.

## Biodiversitate
Situată în ecoregiunea mediteraneană, aria protejată conține 5 habitate naturale: Râuri mediteraneene cu debit permanent și vegetație de Glaucium flavum, Cursuri de apă de la nivel de câmpie la nivel montan, cu vegetație Ranunculion fluitantis și Callitricho-Batrachion, Galerii de Salix alba și de Populus alba, Păduri de Quercus ilex și Quercus rotundifolia, Pajiști umede mediteraneene cu ierburi înalte de Molinio-Holoschoenion.
La baza desemnării sitului se află mai multe specii protejate:
- mamifere (2): Galemys pyrenaicus, vidră de râu (Lutra lutra)
- nevertebrate (1): Coenagrion mercuriale
- pești (2): Achondrostoma arcasii, Pseudochondrostoma duriense

Pe lângă speciile protejate, pe teritoriul sitului au mai fost identificate 6 specii de amfibieni, 7 specii de mamifere, 1 specie de nevertebrate, 2 specii de pești.